# Phytomyza corni
Phytomyza corni är en tvåvingeart som beskrevs av Johann Heinrich Kaltenbach 1859. Phytomyza corni ingår i släktet Phytomyza och familjen minerarflugor.
Artens utbredningsområde är Tyskland. Inga underarter finns listade i Catalogue of Life.